# 1533 en littérature
| Années de la littérature : 1530 - 1531 - 1532 - 1533 - 1534 - 1535 - 1536    |
| Décennies de la littérature : 1500 - 1510 - 1520 - 1530 - 1540 - 1550 - 1560 |

Cet article présente les faits marquants de l'année 1533 en littérature.

## Événements
- 8 septembre : François Ier, roi de France, viens en Avignon pour se recueillir sur la tombe de Laure de Noves (la femme à qui Pétrarque dédie son Canzoniere), laquelle, selon l'éditeur lyonnais Jean de Tournes aurait été découverte par Maurice Scève[1],[2].
- 24 octobre : une édition anonyme du Miroir de l’âme pécheresse, de Marguerite de Navarre, sœur du roi de France, est condamnée par la Sorbonne. Le 8 novembre le roi doit intervenir pour que la Sorbonne se rétracte[3].

## Parutions
- 17 septembre : Barthélemy Latomus dédie à André de Gouveia son abrégé intitulé Epitome commentariorum dialecticæ inventionis Rodolphi Agricolæ[4].
- 30 septembre : première édition commentée des œuvres de François Villon par Clément Marot publiée à Paris chez Galliot du Pré[5].
- 15 novembre : Mathurin Cordier donne la première traduction en français des « Distiques de Caton » sous le titre Disticha de moribus, nomine Catonis inscripta, cum Latina et Gallica interpretatione. Epitome in singula fere disticha. Dicta Sapientum cum duplici quoque interpretatiuncula, imprimée chez Robert Estienne à Paris[6].

- Le Romant de Jehan de Paris, roy de France, anonyme rédigé vers 1495, est publié chez Claude Nourry à Lyon[7].

## Théâtre
- 26 juillet : l’inca Atahualpa est exécuté à Cajamarca[8]. La Danse de la Conquête commémore sa mort. La pièce est jouée depuis le XVIe siècle en quechua archaïque pendant le Carnaval. Elle retransmet l’incompréhension entre Espagnol et Indiens au moment de la conquête[9].

- The Play of the Wether (en), interlude de John Heywood, est imprimé par William Rastell [10].

## Naissances
- 28 février : Michel de Montaigne, philosophe, moraliste et homme politique français († 1592).
- Francisco Arias, dit Père Arias, religieux ascète et un écrivain espagnol du Siècle d'or († 1605).

## Décès
- 6 juillet : Ludovico Ariosto, dit L'Arioste, poète italien de la Renaissance (né en 1474).